# Tuczapy (powiat zamojski)
Tuczapy – kolonia w Polsce położona w województwie lubelskim, w powiecie zamojskim, w gminie Komarów-Osada.
W latach 1975–1998 miejscowość należała administracyjnie do województwa zamojskiego.
Kolonia jest sołectwem w gminie Komarów-Osada. Według Narodowego Spisu Powszechnego z roku 2011 kolonia liczyła 86 mieszkańców.
Wierni Kościoła rzymskokatolickiego należą do parafii Niepokalanego Poczęcia Najświętszej Maryi Panny w Dubie lub do parafii św. Michała Archanioła w Zubowicach.